# White pudding
Il white pudding o mealy pudding è un pudding a base di carne tradizionale della Scozia e dell'Irlanda.
Il white pudding è molto simile al black pudding ma, a differenza di quest'ultimo, non viene preparato usando il sangue. Per preparare il white pudding vengono usati sugna o grasso, farina d'avena, pangrattato e, in alcuni casi, la carne di maiale e il suo fegato. L'impasto così ottenuto viene quindi avvolto in un involucro di salsiccia naturale o di cellulosa. Le ricette dei secoli precedenti includevano una gamma di ingredienti più ampia.

## Storia
Il white pudding è spesso considerato un piatto molto antico e, come il black pudding, veniva preparato per non sprecare le frattaglie avanzate in seguito alla macellazione annuale del bestiame. Laddove il black pudding viene citato in fonti risalenti all'epoca romana, il white pudding ha origini specificamente medievali, e discende da ricette dolci imparentate con il biancomangiare, che venivano abbinate a pollo, riso e mandorle sminuzzate, o che veniva preparato per alleggerire le frattaglie con l'aggiunta di panna, uova e pane grattugiato. Le versioni del white pudding senza carne divennero alimenti spesso consumati in quanto potevano essere mangiati durante il periodo di astinenza della Quaresima mentre molte ricette antiche di tale alimento venivano addolcite: fu infatti ritrovata una ricetta britannica del white pudding del XV secolo in cui il fegato di maiale veniva accompagnato da panna, uova, pangrattato, uvetta e datteri, mentre una raccolta di ricette del 1588 comprendeva un white pudding di manzo, pane grattugiato, tuorlo d'uovo e ribes, aromatizzato con noce moscata, zucchero e cannella. Una simile ricetta contenuta nel libro The Queen-Like Closet (1670) di Hannah Woolley utilizzava il polmone del maiale. Verso la metà del XVIII secolo, la ricetta il "White Puddings in Skins" di Elizabeth Raffald univa riso, lardo, mandorle tritate, ribes e uovo, usando zucchero, noce moscata, cannella e macis come aromi: in questo periodo l'uso di frattaglie, come il fegato o il polmone, e di aromi dolci per la preparazione del white pudding stava diventando più raro.
A differenza di queste versioni raffinate ed elaborate del white pudding, quelle preparate in Scozia, Irlanda e nell'Inghilterra settentrionale erano più semplici e combinavano sugna, farina d'avena, vari condimenti e cipolle. Il tutto veniva avvolto negli intestini di pecora o vacca. Nelle aree di lingua gaelica della Scozia tali insaccati furono indicati con il nome marag gheal. Questi pudding a base di farina d'avena sopravvissero fino ad oggi in Irlanda e Scozia, sebbene con significative differenze regionali. I moderni pudding scozzesi distribuiti in commercio sono a base di farina d'avena, cipolle e salsa di manzo, la stessa miscela che viene soltanto fritta in padella è conosciuta come skirlie. In Irlanda, invece i pudding "bianchi" includono anche una parte sostanziale di carne di maiale o, in alternativa, il suo fegato o grasso. I white pudding contemporanei sono racchiusi in un involucro di cellulosa sintetica e fatti bollire o cotti al vapore; le spezie tipiche utilizzate includono pepe bianco, noce moscata e salvia.

## Consumo

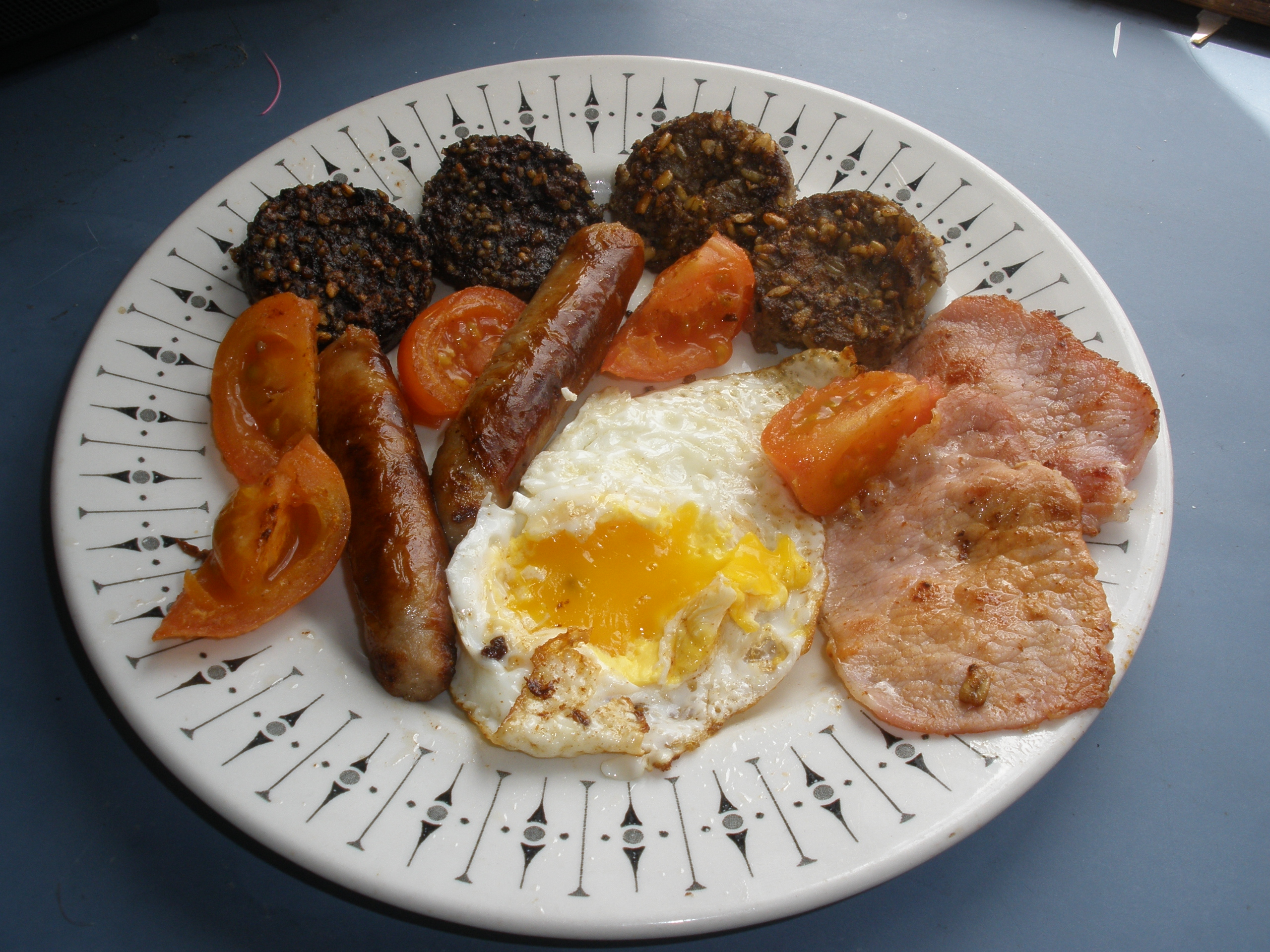
Tipica Irish brekfast a base di pancetta, salsicce, uova, pomodori, black pudding (in alto a destra) e white pudding (in alto a sinistra)

Il white pudding può essere cotto intero o tagliato a fette e fritto o grigliato. Il pudding bianco irlandese è una caratteristica importante della tradizionale full breakfast irlandese. Il white pudding scozzese viene spesso servito, come lo skirlie, con carne macinata di manzo e patate, oppure è disponibile sotto forma di frittelle in molti negozi di fish and chips.

## Varianti regionali
Un tempo anche i white pudding erano associati all'Inghilterra sudoccidentale: il poeta John Taylor, vissuto nel XVII secolo, menzionava "i white pudding del Somersetshire". Gli hog's pudding, anche essi prodotti nel Somerset, in Cornovaglia e nel Devon, sono molto simili al white pudding, ma sono più speziati. Un'altra variante scozzese è il fruit pudding, che include frutta secca in aggiunta alla carne di manzo e alla farina d'avena.